# فيروس الإنفلونزا أ H7N4
فيروس الإنفلونزا أ H7N4 هو أحد أنماط فيروس الإنفلونزا أ، يسبب الإنفلونزا لدى الطيور.
تم عزل فيروس H7N4 شديد العدوى في فاشية للإنفلونزا بين الدجاج في أستراليا عام 1997.
كما تم عزل الفيروس في إيطاليا عام 2004.